# Финансовые пари
Финансовые пари (также беттинг от англ. financial betting) — пари относительно дальнейшего хода (увеличения или уменьшения) курса того или иного финансового инструмента (фондового индекса, курса валюты, процентной ставки).
Обычно ставки принимают компании, работающие по принципу букмекерских контор, но на финансовом рынке.
Финансовый беттинг популярен в Великобритании. В США он запрещен. В России только начал своё развитие. В Великобритании доходы от финансовых пари не облагаются налогом, так как такие пари рассматриваются как игра на деньги, а не бизнес.